# Pro Scientia

Logo von Pro Scientia

Pro Scientia ist ein österreichisches Studienförderungswerk. Die Förderung besteht in ideeller Hinsicht durch den interdisziplinären wissenschaftlichen Austausch in regelmäßigen Semestertreffen und auf der jährlich veranstalteten Sommerakademie sowie durch eine jährliche Summe, die zweckgebunden für wissenschaftliche Ausgaben zu verwenden ist. Im Vergleich zu deutschen Studienförderungswerken ist die finanzielle Unterstützung jedoch gering.
Insgesamt werden pro Jahr etwa 100 Studierende und Graduierte auf diese Weise in ihrer wissenschaftlichen und künstlerischen Studientätigkeit bzw. Forschung unterstützt. 

## Geschichte
Pro Scientia wurde 1966 gegründet. Die Initiative ging von Karl Strobl, dem damaligen Hochschulseelsorger von Wien aus, weitere Gründungsmitglieder waren der spätere Bischof Egon Kapellari sowie der Biochemiker und spätere Wissenschaftsminister Hans Tuppy, der Pro Scientia bis heute begleitet. Das deutsche Cusanuswerk (nicht zu verwechseln mit dem österreichischen Canisiuswerk) hatte eine gewisse Vorbildwirkung, jedoch war von Anfang an klar, dass eine finanzielle Unterstützung nicht im selben Ausmaß möglich sein würde.
2003 wurde im offiziellen Newsletter des österreichischen Cartellverbands eine Initiative zur Unterstützung der AktionsGemeinschaft bei der ÖH-Wahl mit dem Namen "Proscientia" bzw. "proscientia03" gestartet. Der darauffolgende Namensstreit mit dem österreichischen Studienförderungswerk Pro Scientia zwang den Cartellverband, die Initiative zurückzuziehen und entsprechende Hinweise auf der Webseite der Initiative anzubringen.
Lange Jahre war der ehemalige Vizekanzler und Wissenschaftsminister Erhard Busek Vorsitzender von Pro Scientia, bis er diese Funktion 2006 an Franz Fischler übergab.

## Finanzierung und Ausrichtung
Pro Scientia wird zum größten Teil von der österreichischen Bischofskonferenz der katholischen Kirche und vom Bund finanziert, kleinere Beiträge kommen von Ländern und Unternehmen. 
Pro Scientia fördert insbesondere auch die Auseinandersetzung mit dem Spannungsfeld Ethik, Wissenschaft und Religion, allerdings wird nicht alleine auf die katholische Lehre Bezug genommen. Die Proponenten von Pro Scientia werden dem österreichischen Linkskatholizismus zugeordnet.
Pro Scientia wird als Verein geführt. Vorsitzender des Vorstands ist der ehemalige EU-Kommissar und Landwirtschaftsminister Franz Fischler.

## Struktur
An den Hochschulorten Wien, Graz, Linz, Salzburg, Innsbruck und Leoben finden mehrmals pro Semester Treffen der geförderten Studenten statt. Dabei tragen die Geförderten aus ihrer wissenschaftlichen Arbeit vor und diskutieren diese. Bei der jährlichen Sommerakademie wird ein durchgängiges Thema im Rahmen von Präsentationen und Workshops verschiedener externer Vortragender diskutiert. Der soziale Austausch spielt ebenfalls eine wichtige Rolle.
Ehemalige Geförderte können dem Alumniclub beitreten, um den Kontakt aufrechtzuerhalten, den interdisziplinären Austausch fortzuführen und den Verein zu unterstützen.

## Aufnahme
Die Bewerbungen werden jährlich von einem Auswahlgremium begutachtet. Eine Wiederbewerbung ist möglich, Graduierte können bis zu drei Jahre nach ihrem ersten Studienabschluss gefördert werden. 
Die Zugehörigkeit zur katholischen Kirche oder einer anderen Glaubensrichtung ist explizit nicht Voraussetzung für die Aufnahme im Studienförderungswerk Pro Scientia, allerdings wird in der Ausschreibung von den Kandidaten erwartet, dass sie bereit sind, „sich auch mit religiösen und theologischen Fragen auseinanderzusetzen“. Im Rahmen des Aufnahmeverfahrens ist derzeit auch ein Gespräch mit einem katholischen Priester vorgesehen.